# 權狐
《權狐》，也譯作「小狐狸阿權」，是新美南吉所作的兒童文學。是南吉的代表作，最初出現於「紅鳥」1932年1月號。作者死後直接刊登於童話集「花木村和盜賊們」的裡面收入。
南吉的出生地是愛知縣知多郡半田町（現在的愛知縣半田市）岩滑（やなべ）地區的矢勝川，一般被認為書上的舞台就是隔壁的阿久比町的權現山。筆者問村子裡的老人這樣故事的體裁，故事中還不時出現「城堡」和「老爺」、「染黑齒」的言詞，而被認為故事的時代是從江戶時代到明治之間發生的故事。

## 登場人物
權 - 孤獨一人的小狐狸，喜歡惡作劇。
兵十 - 被權惡作劇的受害者之一。
加助 - 兵十的熟識。

## 故事概要
故事是來自作者小時候聽聞村子裡的茂平爺爺說故事為楔子。
很久很久以前，這村子附近有一座城堡，住著一位叫中山的老爺，在中山老爺家不遠的山裡，住著一隻名叫阿權的小狐狸，牠從小就失去了雙親，因此沒人管牠，而牠很喜歡到村子裡去惡作劇，結果讓村人都感到非常困擾。有一天，阿權看到兵十在在河川捕魚，就想對兵十惡作劇，牠看到兵十放在一旁的魚簍，就二話不說拿走它，把兵十捕的魚和鰻魚通通都放生了，放到最後讓兵十看到，阿權發現他非常生氣，因此牠就趕快逃跑。
在那之後過了大概十來天，阿權看見農夫彌助的妻子正在把牙齒染黑，鐵匠新兵衛的妻子正在梳頭髮，阿權以為村子裡將要舉辦什麼祭典，後來來到兵十的家裡才知道，原來是兵十的母親的葬禮，在那個時候權才明白，兵十的母親生病時一定想吃鰻魚，所以兵十才去捕鰻魚的，而我卻把兵十捕的鰻魚都放掉了，所以他母親吃不到魚才會死掉，這件事讓阿權感到非常後悔，並深深反省以後不再惡作劇了。
阿權非常同情失去母親的兵十，為了補償牠把鰻魚放掉的過錯，就去偷沙丁魚把它丟到兵十的家裡。然而隔天，魚販誤以為兵十是偷沙丁魚的小偷，就打了兵十一頓，這件事被阿權知道後，牠就好好地反省。從那之後阿權就用自己的力量，開始對兵十補償，每天都把栗子和松茸放到兵十家。可是兵十不明白是誰每天到他家放栗子和松茸的，並和他的好友加助討論，結果加助思考過後告訴兵十覺得是神明對他的恩賜，這話被躲在他們背後的阿權聽到後，讓牠非常的失望。
隔天，阿權又偷偷摸摸的來到兵十的家來放栗子，但結果這次卻不巧被留在倉庫的兵十給發現了，兵十以為阿權又是要來惡作劇的，就在阿權不注意的時候從倉庫去拿出一把火繩槍，裝上火藥，並用它對準阿權這隻狐狸，結果「砰！」的一聲，正好打中要走出門口的權。被打中的阿權就倒了下來，兵十向前一看，驚訝的眼睛停留在家門口放置的栗子，第一次，兵十發現阿權送來的栗子和松茸是為了要向他道歉的。
就問「阿權，原來是你啊！那之前一直給我栗子的不就是‧‧‧」，阿權閉上眼並對他點點頭。兵十手上的火繩槍就「啪！」的一聲掉落地面，而槍口還冒出縷縷藍煙，故事結束。

## 故事的背景
這個故事的舞台是愛知縣半田市，也就是南吉的出生地。南吉在寫這個故事時才僅僅只有17歲（1930年）而已。這個故事，是以他年幼時聽到的口傳故事為基礎所創作的。南吉4歲時母親就過世了，孤獨而喜歡惡作劇的狐狸的故事卻深深的影響了他。
「權狐」是以原獵人的口傳為楔子，新美南吉以原型的「權狐」加以改編，之後鈴木三重吉為作為兒童用的故事而編輯南吉的「權狐」。國語的教材和繪本被普遍認為被相近的是鈴木三重吉的「權狐」。根據南吉的草稿開頭部分提到，口傳的傳達者是「茂助」這位高齡的原獵人，在很多年輕人面前與年幼的南吉傳達這個故事。
傳承者「茂助」並沒有被確認，口傳的原創部分已經失傳了，不過草稿的開頭部分被認為是南吉的創作作品的一部分。但是，草稿的「權狐」包含著主業不是獵人就不會知道的情報。還有，口傳上登場的權，看到了兵十的母親的葬禮，因此就不再惡作劇了。還有在故事結束的地方，權並沒有被槍擊，從那之後被推斷南吉創作出那沒有的部分。
鈴木三重吉去編輯這些，目的想把全國的故事都給普及化，想要強調贖罪賦予地位的同時，削減故事旁白的存在感、場面的簡單化、表現一般化，地點的排除等等30處，作為近代童話而大膽地著手加以改進的結果，作為普遍的共同感受的作品就完成了。在另一方面，當時社會情勢（由於部落有林的國有化獵人被廢除）的景象和口傳的要素，地方色彩（方言的標準化等等），因文學的表現而失去。例如，鈴木以「貨倉」是方言，所以把本故事中把「貨倉」以「倉庫」修正，有一間「貨倉」那樣的地方（正確到底是「貨倉」和「倉庫」或指別的東西，茂助除了主屋的其他所有貨倉與倉庫這兩種建築物還有得解釋）。
權閉上眼並對他點點頭，草稿這一段成了最著名的最後場景「權狐竭盡全力而達成目的，也就心滿意足了。」，登場人物的心情也被編寫進去了。
新美南吉的草稿「權狐」作為文學的區別作品，大日本圖書「校定新美南吉全集」第10卷收入，並將它給公開。

## 相關項目
可以說是小學國語教科書的經典代表作品。1956年，大日本圖書的國語教科書最初採用了這個故事。再來是1968年的日本書籍、1968年的東京書籍、1971年的光村圖書、1977年的教育出版、1980年的學校圖書、1989年的大阪書籍，被採用當國語教科書。還有，故事較短而登場人物也比較少，時常被拿來當校慶文藝會的節目演出項目。
1985年開始每日放送製作・TBS系列播出的「漫畫日本傳說」為了作為節目10周年紀念，而製作了70分的動畫電影。借以全國的大廳院來以巡迴演出的方式上映。在那裡面，增加了權與母狐（權的娘親）死別的事情。

### 聲音演出
權（配音員：田中真弓）
粂（配音員：水城蘭子）
彌助（配音員：林一夫）
加助（配音員：槐柳二）
新兵衛（配音員：江藤漢）
花（配音員：安達忍）
八重（配音員：瀨能禮子）
朝（配音員：牧野和子）
母狐（配音員：市原悅子）
兵十（配音員：常田富士男）

### 主題歌
- 葛城雪「來自昨日的心（心からイエスタデイ）」

## 相關圖書
- 童話集《新美南吉童話集》岩波文庫，ISBN 4003115015
- 繪本《權狐（ごんぎつね）》（繪：糟屋昌宏）翌檜書房，ISBN 4751514563
- 繪本《權狐（ごんぎつね）》(童話名作繪本1（おはなし名作絵本1）)』（繪：箕田源二郎）白楊社，ISBN 4591005283
- 繪本《權狐（ごんぎつね） 日本童話名作選》（繪：黑井健）偕成社，ISBN 4039632702
- 研究書《新美南吉「權狐（ごん狐）」研究》國語教育叢書，教育出版中心，ISBN 4763222511
- 《「權狐」的圍繞謎團（「ごんぎつね」をめぐる謎）》小孩子・文學・教科書，府川源一郎，教育出版，2000年5月，ISBN 4-316-36940-7

## 外部連結
- （日語）『權狐』：新字新假名 （页面存档备份，存于） （青空文庫）
- （日語）新美南吉記念館 （页面存档备份，存于）
- （日語）姫路文學館 新美南吉「權狐」的世界
- （日語）權狐知識圖鑑（半田市教育委員會） （页面存档备份，存于）
- 『小狐狸阿權』：中文翻譯 （页面存档备份，存于）